# Lynn Wilms
Lynn Anke Hannie Wilms (Tegelen, Países Bajos, 3 de octubre de 2000) es una futbolista neerlandesa. Juega como defensa y su equipo actual es el VfL Wolfsburgo de la Bundesliga de Alemania. También forma parte de la Selección de los Países Bajos.

## Clubes
En 2018, Wilms comenzó a jugar con el Twente en la  Eredivisie. Durante la temporada 2018-19, jugó los 24 partidos de la temporada y marcó dos goles. 
El 15 de marzo de 2021, se anunció que Wilms había sido fichada por el VfL Wolfsburgo de la Bundesliga.

## Selección nacional
A los 18 años, Wilms debutó con la Selección de los Países Bajos en la clasificación para la Eurocopa contra Turquía el 3 de septiembre de 2019. Marcó su primer gol el 10 de marzo de 2020 en un partido contra Francia.

### Goles internacionales
| Gol | Fecha     | Ubicación                                 | Rival   | Puntuación | Resultado | Competición |
| --- | --------- | ----------------------------------------- | ------- | ---------- | --------- | ----------- |
| 1.  | 10-3-2020 | Estadio de Hainaut, Valenciennes, Francia | Francia | 1-0        | 3-3       | Amistoso    |